# 秋田県公営企業
秋田県公営企業（あきたけんこうえいきぎょう）は、秋田県の地方公営企業である。

## 概要
秋田県において電気事業、工業用水道事業を行っている。公営企業の事務処理は、秋田県産業労働部が行っている。出納取扱金融機関は県の指定金融機関と同じ秋田銀行だが、北都銀行本店営業部を収納代理店に設定している。

## 事業

### 電気事業
- 柴平発電所 - 鹿角市
- 八幡平発電所 - 鹿角市
- 八幡平第二発電所 - 鹿角市
- 素波里発電所 - 山本郡藤里町
- 早口発電所 - 大館市
- 山瀬発電所 - 大館市
- 杉沢発電所 - 南秋田郡五城目町
- 岩見発電所 - 秋田市河辺
- 皆瀬発電所 - 湯沢市
- 板戸発電所 - 湯沢市
- 大松川発電所 - 横手市
- 小和瀬発電所 - 仙北市
- 玉川発電所 - 仙北市
- 鎧畑発電所 - 仙北市
- 田沢湖発電所 - 仙北市

### 工業用水道事業
- 秋田工業用水道